# Batalla de Cabo Engaño
La batalla de Cabo Engaño fue un enfrentamiento entre la Armada de Estados Unidos y la Armada Imperial Japonesa que tuvo lugar el 25 y 26 de octubre de 1944 y constituyó uno de los episodios de la Batalla del Golfo de Leyte en la Segunda Guerra Mundial. Tuvo lugar en mar abierto, a unos 300 km al este de Cabo Engaño situado en el extremo norte de la Isla de Luzón en Filipinas. En la acción la III flota estadounidense al mando del almirante William F. Halsey atacó una fuerza de barcos cebo que incluía cuatro portaviones, liderada por el almirante japonés Jisaburo Ozawa. Intervinieron alrededor de mil aviones estadounidenses que partieron de 10 portaviones, mientras que las fuerzas japonesas estaban formadas únicamente por 120 cazas procedentes de cuatro portaviones. El resultado de la batalla fue una contundente victoria de Estados Unidos que destruyó siete buques japoneses, entre ellos el buque insignia de la flota, el portaviones Zuikaku.

## Desarrollo
Los japoneses habían dividido su escuadra en Filipinas en tres partes. Una fuerza norte dirigida por Ozawa, una fuerza central dirigida por Kurita y una fuerza sur bajo el mando de Shōji Nishimura. La batalla de Cabo Engaño enfrentó a la armada estadounidense con la Fuerza Norte japonesa y ocurrió simultáneamente con la Batalla de Samar, también en las Islas Filipinas, que enfrentó a la armada estadounidense con la Fuerza Central nipona.
Después de la Batalla del Mar de Sibuyan y de la Batalla del estrecho de Surigao donde la Fuerza Sur nipona había sido diezmada, el almirante William F. Halsey, creyendo que la armada japonesa se estaba retirando, decidió movilizar el grueso de su poderosa Tercera Flota, en persecución de la Fuerza Norte, que en realidad era una fuerza de distracción compuesta por varios portaaviones con poco o ningún material aéreo y varios buques de apoyo, entre ellos algunos acorazados y destructores. Estaba siendo engañado para que se alejara de las Islas Filipinas.
Los portaaviones japoneses disponían de pocos aviones y fueron utilizados como cebo. Tenían la función de atraer hacia el norte a la flota estadounidense para permitir que más al sur la fuerza central dirigida por Takeo Kurita pudiera abrirse paso a través de los estrechos del archipiélago de Filipinas e impedir el desembarco de los estadounidenses en la isla de Leyte. La trampa inicialmente funcionó en cierta medida, pero los japoneses pagaron un alto precio y no pudieron obstaculizar el desembarco norteamericano que se realizó con éxito.

## Desenlace
Las fuerzas norteamericanas estaban formadas por con cinco portaaviones, (USS Intrepid (CV-11), USS Franklin (CV-13), USS Lexington (CV-16), USS Enterprise (CV-6), y USS Essex (CV-9)), cinco portaaviones ligeros ( Independence, Belleau Wood, Langley, Cabot y San Jacinto), seis acorazados (Alabama, Iowa, Massachusetts, New Jersey, South Dakota y Washington), ocho cruceros y más de cuarenta destructores. Ningún barco resultó dañado.
Las fuerzas dirigidas por Ozawa estaban formadas por cuatro portaaviones (Zuikaku, Zuihō, Chitose y Chiyoda), dos acorazados de la Primera Guerra Mundial parcialmente convertidos en portaaviones que no portaban ningún avión (Hyūga e Ise), tres cruceros ligeros (Ōyodo, Tama e Isuzu) y nueve destructores. En total transportaban únicamente 108 aviones. Durante la acción resultaron hundidos los siguientes buques japoneses:
- Chitose (portaviones)19°20′N 126°20′E / 19.333, 126.333
- Chiyoda( portaviones)18°37′N 126°45′E / 18.617, 126.750
- Zuihō (portaviones) 19°20′N 125°15′E / 19.333, 125.250
- Zuikaku (portaviones)
- Hatsuzuki (destructor) (20°24′N 126°20′E / 20.400, 126.333
- Akisuki (destructor) 20°29′N 126°30′E / 20.483, 126.500.
- Tama. (crucero). Hundido por torpedos lanzados por el submarino norteamericano USS Jallao (SS-368) 21°23′N 127°19′E / 21.383, 127.317